# Heino Bues
Heino Bues (* 15. November 1900 in Majenfelde; † 5. Januar 1985) war ein deutscher Politiker (CDU).

## Leben und Beruf
Bues, der evangelischen Glaubens war, absolvierte nach dem Abitur eine landwirtschaftliche Lehre. 1922/23 arbeitete er als Wirtschafter auf Rügen, bevor er 1923 den elterlichen Betrieb zunächst als Pächter (seit 1956 als Eigentümer) übernahm. Er war Vorsitzender der „Landesvereinigung Milch-Ost“ und des Bezirksbauernverbandes Eutin-Bosau sowie der Meiereigenossenschaft Eutin-Neudorf. Zeitweise war er auch stellvertretender Vorsitzender des Kreisbauernverbandes für den Kreis Eutin.

## Partei
In der Weimarer Republik gehörte Bues der DNVP und dem Stahlhelm bis zu deren Auflösung 1933 an. Er trat zum 1. April 1936 der NSDAP bei (Mitgliedsnummer 3.749.332). Danker und Lehmann-Himmel charakterisieren ihn in ihrer Studie über das Verhalten und die Einstellungen der Schleswig-Holsteinischen Landtagsabgeordneten und Regierungsmitglieder der Nachkriegszeit in der NS-Zeit als „politisch angepasst“.
Nach 1945 wurde Bues Mitglied der CDU. Er war stellvertretender Kreisvorsitzender der CDU im Kreis Eutin und Vorsitzender des Landesagrarausschusses der CDU-Schleswig-Holstein.

## Abgeordneter
Bues war Mitglied des Kreistages im Kreis Eutin und gehörte auch dem Kreisausschuss an. Er war vom 23. April 1957, als er für Willy Rickers nachrückte, bis 1962 Landtagsabgeordneter in Schleswig-Holstein. Er vertrat den Wahlkreis Eutin-Nord im Parlament.